# 30. travnja u Drugom svjetskom ratu
Drugi svjetski rat po nadnevcima: 30. travnja u Drugom svjetskom ratu.

### 1944.
- Pokolj u Lipi, nacistički ratni zločinu kojem je ubijeno oko 269 civila, ubijeni su svi stanovnici zatečeni u selu Lipa, a sve kuće i gospodarski objekti su spaljeni.[1]